# Allocyclops arenicolus
Allocyclops arenicolus – gatunek widłonoga z rodziny Cyclopidae. Opisał go w 1956 roku brytyjski biolog Geoffrey Fryer, nadając mu nazwę Metacyclops arenicolous. Miejsce typowe to jezioro Niasa w południowo-wschodniej Afryce.